# 田辺町 (和歌山県)
田辺町（たなべちょう）は、和歌山県西牟婁郡にあった町。現在の田辺市の中心部にあたる。

## 地理
- 海洋：田辺湾
- 島嶼：旗島、蛭島
- 河川：会津川

## 歴史
- 1889年（明治22年）4月1日 - 町村制の施行により、田辺城下の大部分（本町・栄町・北新町・南新町・今福町・福路町・片町・紺屋町・江川町・上屋敷町・中屋敷町・下屋敷町および新屋敷町の大部分）および湊村・西ノ谷村の各一部の区域をもって発足。
- 1924年（大正13年）7月1日 - 湊村・西ノ谷村を編入。
- 1942年（昭和17年）5月20日 - 下芳養村と合併して田辺市が発足。同日田辺町廃止。

## 交通

### 鉄道路線
- 鉄道省
  - 紀勢西線（現・紀勢本線）
    - 紀伊田辺駅